# نزلة معارك
قرية نزلة معارك هي إحدى القرى التابعة لمركز بنى سويف في محافظة بني سويف في جمهورية مصر العربية. حسب إحصاءات سنة 2006، بلغ إجمالي السكان في نزلة معارك 2553 نسمة، منهم 1260 رجل و1293 امرأة.